# Tour de Ski 2010-2011
Il Tour de Ski 2010/2011 si è svolto dal 31 dicembre 2010 al 9 gennaio 2011. Le gare sono iniziate ad Oberhof (Germania) e sono terminate in Val di Fiemme (). I detentori dei titoli erano Lukáš Bauer della Repubblica Ceca e la polacca Justyna Kowalczyk.
Ad eccezione del prologo iniziale, le prove saranno della tipologia "Distanza" o "Sprint"; le prove di distanza potranno essere o con partenza ad intervalli (handicap start), con i tempi accumulati nelle prove precedenti, o con partenza di massa (mass start), con tutti gli atleti in linea alla partenza.
Il vincitore in campo maschile è stato lo svizzero Dario Cologna, che con due tappe vinte e 27 secondi di vantaggio si è aggiudicato il suo secondo Tour in carriera; in campo femminile la polacca Justyna Kowalczyk ha vinto il suo secondo Tour de Ski in carriera, vincendo ben quattro tappe e accumulando un vantaggio sulla seconda classificata pari a 1'21.

## Classifiche
| Pos. | Nome               | Tempo     |
| ---- | ------------------ | --------- |
| 1    | Dario Cologna      | 4:28'02.0 |
| 2    | Petter Northug     | +27.3     |
| 3    | Lukáš Bauer        | +1'44.1   |
| 4    | Curdin Perl        | +1'58.2   |
| 5    | Roland Clara       | +2'06.5   |
| 6    | Jean-Marc Gaillard | +2'27.5   |
| 7    | Devon Kershaw      | +2'31.7   |
| 8    | Martin Jakš        | +2'39.9   |
| 9    | Daniel Richardsson | +3'00.2   |
| 10   | Alex Harvey        | +3'09.2   |

| Pos. | Nome                       | Tempo     |
| ---- | -------------------------- | --------- |
| 1    | Justyna Kowalczyk          | 2:47'31.0 |
| 2    | Therese Johaug             | +1'21.5   |
| 3    | Marianna Longa             | +2'40.7   |
| 4    | Arianna Follis             | +3'19.9   |
| 5    | Charlotte Kalla            | +4'27.7   |
| 6    | Petra Majdič               | +4'52.6   |
| 7    | Marthe Kristoffersen       | +5'09.0   |
| 8    | Krista Pärmäkoski          | +5'15.2   |
| 9    | Marte Elden                | +5'25.6   |
| 10   | Astrid Uhrenholdt Jacobsen | +5'57.9   |

## Tappe

### 1ª Tappa
31 dicembre 2010, Oberhof, Germania - Prologo
| Pos. | Nome             | Tempo  |
| ---- | ---------------- | ------ |
| 1    | Marcus Hellner   | 7'34.5 |
| 2    | Aleksej Petuchov | +2.0   |
| 3    | Petter Northug   | +2.9   |
| 4    | Aleksandr Legkov | +4.8   |
| 5    | Loris Frasnelli  | +5.1   |

| Pos. | Nome                       | Tempo  |
| ---- | -------------------------- | ------ |
| 1    | Justyna Kowalczyk          | 6'39.0 |
| 2    | Charlotte Kalla            | +1.5   |
| 3    | Astrid Uhrenholdt Jacobsen | +4.8   |
| 4    | Riitta-Liisa Roponen       | +5.7   |
| 5    | Julija Čekalëva            | +7.2   |

### 2ª Tappa
1º gennaio 2011, Oberhof - Distanza (partenza ad handicap)
| Pos. | Nome             | Tempo   |
| ---- | ---------------- | ------- |
| 1    | Dario Cologna    | 47'48.1 |
| 2    | Devon Kershaw    | +0.5    |
| 3    | Aleksandr Legkov | +0.8    |
| 4    | Il'ja Černousov  | +4.2    |
| 5    | Petter Northug   | +5.4    |

| Pos. | Nome                | Tempo   |
| ---- | ------------------- | ------- |
| 1    | Justyna Kowalczyk   | 33'32.5 |
| 2    | Krista Pärmäkoski   | +27.5   |
| 3    | Marianna Longa      | +30.5   |
| 4    | Aino-Kaisa Saarinen | +31.6   |
| 5    | Petra Majdič        | +37.5   |

### 3ª Tappa
2 gennaio 2011, Oberstdorf, Germania - Sprint
| Pos. | Nome             | Tempo  |
| ---- | ---------------- | ------ |
| 1    | Emil Jönsson     | 2'34.1 |
| 2    | Devon Kershaw    | +0.0   |
| 3    | Dario Cologna    | +0.3   |
| 4    | Simen Østensen   | +6.2   |
| 5    | Aleksej Petuchov | +6.5   |

| Pos. | Nome                       | Tempo  |
| ---- | -------------------------- | ------ |
| 1    | Petra Majdič               | 2'50.8 |
| 2    | Justyna Kowalczyk          | +4.3   |
| 3    | Astrid Uhrenholdt Jacobsen | +4.8   |
| 4    | Alena Procházková          | +9.2   |
| 5    | Julia Ivanova              | +10.1  |

### 4ª Tappa
3 gennaio 2011, Oberstdorf - Inseguimento
| Pos. | Nome               | Tempo   |
| ---- | ------------------ | ------- |
| 1    | Matti Heikkinen    | 49'20.1 |
| 2    | Dario Cologna      | +1.0    |
| 3    | Martin Jakš        | +4.9    |
| 4    | Jean-Marc Gaillard | +5.0    |
| 5    | Lukáš Bauer        | +5.9    |

| Pos. | Nome                 | Tempo   |
| ---- | -------------------- | ------- |
| 1    | Anna Haag            | 26'59.8 |
| 2    | Charlotte Kalla      | +0.6    |
| 3    | Marthe Kristoffersen | +7.2    |
| 4    | Arianna Follis       | +7.8    |
| 5    | Justyna Kowalczyk    | +8.7    |

### 5ª Tappa
5 gennaio 2011, Dobbiaco, Italia - Sprint
| Pos. | Nome           | Tempo  |
| ---- | -------------- | ------ |
| 1    | Devon Kershaw  | 2'58.0 |
| 2    | Dario Cologna  | +0.1   |
| 3    | Petter Northug | +1.2   |
| 4    | Marcus Hellner | +2.8   |
| 5    | Simen Østensen | +3.4   |

| Pos. | Nome             | Tempo  |
| ---- | ---------------- | ------ |
| 1    | Petra Majdič     | 3'17.5 |
| 2    | Arianna Follis   | +0.1   |
| 3    | Magda Genuin     | +0.5   |
| 4    | Laure Barthélémy | +8.0   |
| 5    | Kikkan Randall   | +16.6  |

### 6ª Tappa
6 gennaio 2011, Cortina d'Ampezzo-Dobbiaco - Distanza (partenza ad handicap)
| Pos. | Nome           | Tempo     |
| ---- | -------------- | --------- |
| 1    | Dario Cologna  | 1:20'06.9 |
| 2    | Marcus Hellner | +1'06.3   |
| 3    | Petter Northug | +1'39.9   |
| 4    | Martin Jakš    | +1'40.7   |
| 5    | Alex Harvey    | +1'41.2   |

| Pos. | Nome              | Tempo   |
| ---- | ----------------- | ------- |
| 1    | Justyna Kowalczyk | 37'41.7 |
| 2    | Arianna Follis    | +22.2   |
| 3    | Marianna Longa    | +22.6   |
| 4    | Charlotte Kalla   | +23.7   |
| 5    | Petra Majdič      | +36.4   |

### 7ª Tappa
8 gennaio 2011, Val di Fiemme, Italia - Distanza (mass start)
| Pos. | Nome           | Tempo   |
| ---- | -------------- | ------- |
| 1    | Petter Northug | 57'17.2 |
| 2    | Dario Cologna  | +1.8    |
| 3    | Devon Kershaw  | +2.2    |
| 4    | Martin Jakš    | +2.6    |
| 5    | Alex Harvey    | +2.9    |

| Pos. | Nome                | Tempo   |
| ---- | ------------------- | ------- |
| 1    | Justyna Kowalczyk   | 30'27.6 |
| 2    | Therese Johaug      | +6.3    |
| 3    | Marianna Longa      | +55.7   |
| 4    | Marte Elden         | +1'01.4 |
| 5    | Aino-Kaisa Saarinen | +1'14.0 |

### 8ª Tappa
9 gennaio 2011, Val di Fiemme - Distanza (partenza ad handicap)
| Pos. | Nome           | Tempo   |
| ---- | -------------- | ------- |
| 1    | Lukáš Bauer    | 30'28.3 |
| 2    | Roland Clara   | +32.4   |
| 3    | Curdin Perl    | +33.8   |
| 4    | Vincent Vittoz | +35.0   |
| 5    | Petter Northug | +39.0   |

| Pos. | Nome                 | Tempo   |
| ---- | -------------------- | ------- |
| 1    | Therese Johaug       | 33'14.4 |
| 2    | Marte Elden          | +1'00.4 |
| 3    | Marthe Kristoffersen | +1'53.9 |
| 4    | Justyna Kowalczyk    | +1'59.3 |
| 5    | Valentyna Ševčenko   | +2'06.8 |